# Grand Prix automobile de Monaco 1978

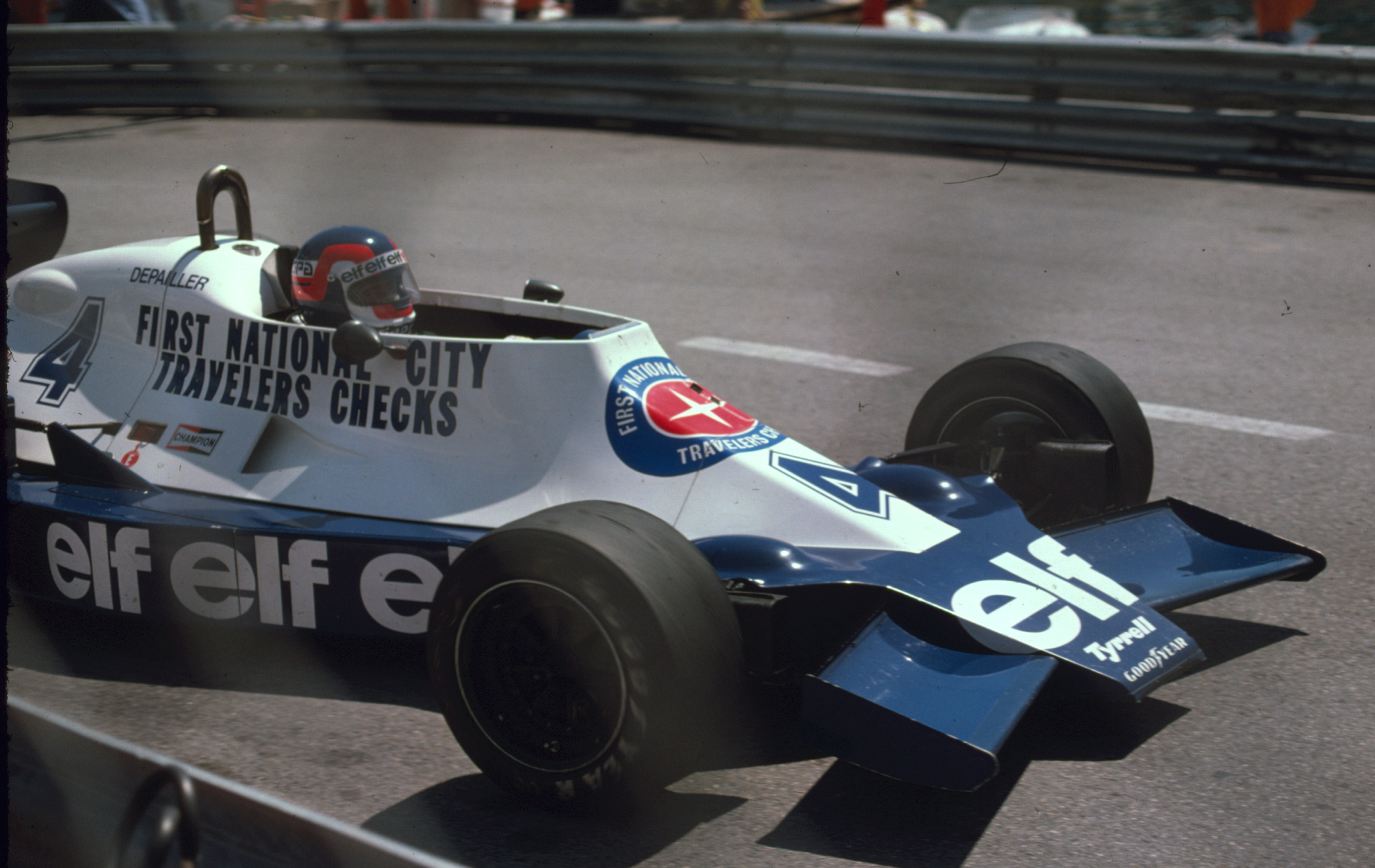
Patrick Depailler dans les esses de la piscine à Monaco en 1978.

Résultats du Grand Prix de Monaco 1978, couru sur le circuit de Monaco le 7 mai 1978.

## Classement
| Pos  | N° | Pilote                | Écurie             | Tours | Temps/Abandon      | Grille | Points |
| ---- | -- | --------------------- | ------------------ | ----- | ------------------ | ------ | ------ |
| 1    | 4  | Patrick Depailler     | Tyrrell-Ford       | 75    | 1 h 55 min 14 s 66 | 5      | 9      |
| 2    | 1  | Niki Lauda            | Brabham-Alfa Romeo | 75    | +22 s 45           | 3      | 6      |
| 3    | 20 | Jody Scheckter        | Wolf-Ford          | 75    | +32 s 29           | 9      | 4      |
| 4    | 2  | John Watson           | Brabham-Alfa Romeo | 75    | +33 s 53           | 2      | 3      |
| 5    | 3  | Didier Pironi         | Tyrrell-Ford       | 75    | +1 min 08 s 06     | 13     | 2      |
| 6    | 35 | Riccardo Patrese      | Arrows-Ford        | 75    | +1 min 08 s 77     | 14     | 1      |
| 7    | 8  | Patrick Tambay        | McLaren-Ford       | 74    | +1 tour            | 11     |        |
| 8    | 11 | Carlos Reutemann      | Ferrari            | 74    | +1 tour            | 1      |        |
| 9    | 14 | Emerson Fittipaldi    | Fittipaldi-Ford    | 74    | +1 tour            | 20     |        |
| 10   | 15 | Jean-Pierre Jabouille | Renault            | 71    | +4 tours           | 12     |        |
| 11   | 5  | Mario Andretti        | Lotus-Ford         | 69    | +6 tours           | 4      |        |
| Abd. | 12 | Gilles Villeneuve     | Ferrari            | 62    | Accident           | 8      |        |
| Abd. | 6  | Ronnie Peterson       | Lotus-Ford         | 56    | Boîte de vitesses  | 7      |        |
| Abd. | 7  | James Hunt            | McLaren-Ford       | 43    | Tenue de route     | 6      |        |
| Abd. | 36 | Rolf Stommelen        | Arrows-Ford        | 38    | Pilote malade      | 19     |        |
| Abd. | 27 | Alan Jones            | Williams-Ford      | 29    | Fuite d'huile      | 10     |        |
| Abd. | 22 | Jacky Ickx            | Ensign-Ford        | 27    | Freins             | 16     |        |
| Abd. | 16 | Hans-Joachim Stuck    | Shadow-Ford        | 24    | Accident           | 17     |        |
| Abd. | 26 | Jacques Laffite       | Ligier-Matra       | 13    | Boîte de vitesses  | 15     |        |
| Abd. | 18 | Rupert Keegan         | Surtees-Ford       | 8     | Transmission       | 18     |        |
| Nq.  | 9  | Jochen Mass           | ATS-Ford           |       | Non qualifié       |        |        |
| Nq.  | 17 | Clay Regazzoni        | Shadow-Ford        |       | Non qualifié       |        |        |
| Nq.  | 10 | Jean-Pierre Jarier    | ATS-Ford           |       | Non qualifié       |        |        |
| Nq.  | 19 | Vittorio Brambilla    | Surtees-Ford       |       | Non qualifié       |        |        |
| Npq. | 32 | Keke Rosberg          | Theodore-Ford      |       | Non préqualifié    |        |        |
| Npq. | 24 | Derek Daly            | Hesketh-Ford       |       | Non préqualifié    |        |        |
| Npq. | 31 | René Arnoux           | Martini-Ford       |       | Non préqualifié    |        |        |
| Npq. | 25 | Héctor Rebaque        | Lotus-Ford         |       | Non préqualifié    |        |        |
| Npq. | 30 | Brett Lunger          | McLaren-Ford       |       | Non préqualifié    |        |        |
| Npq. | 37 | Arturo Merzario       | Merzario-Ford      |       | Non préqualifié    |        |        |

Légende :
- Abd.=Abandon

## Pole position et record du tour
- Pole position : Carlos Reutemann en 1 min 28 s 34 (vitesse moyenne : 134,969 km/h).
- Tour le plus rapide : Niki Lauda en 1 min 28 s 65 au 72e tour (vitesse moyenne : 134,497 km/h).

## Tours en tête
- John Watson : 37 (1-37)
- Patrick Depailler : 38 (38-75)

## À noter
- 1re victoire pour Patrick Depailler.
- 21e victoire pour Tyrrell en tant que constructeur.
- 111e victoire pour Ford Cosworth en tant que motoriste.